# Oliver Krüger (Biologe)
Oliver Krüger (* 24. Januar 1975 in Werther (Westf.)) ist deutscher Biologe und Professor für Verhaltensökologie an der Universität Bielefeld. Seine Forschungsschwerpunkte sind Lebenslaufstrategien von Greifvögeln und Galapagos-Seelöwen, die ökologische und evolutionäre Erklärung von Verhaltensvariation zwischen Individuen als auch vergleichende phylogenetische Analysen.

## Biografie
Oliver Krüger studierte bis zum Vordiplom Biologie an der Universität Bielefeld und wechselte dann an die University of Oxford, wo er 1997 seinen Master erhielt. Seine Doktorarbeit fertigte er an der Universität Bielefeld mit einem Gastaufenthalt an der University of Cambridge (Großbritannien) unter der Betreuung von Jan Lindström und Fritz Trillmich an. Hierin setzte er seine Forschung zu Lebenslaufstrategien von Mäusebussarden und Habichten fort, die er bereits als Jugendlicher begonnen hatte (s. Preise und Auszeichnungen) und konnte somit die Promotion nach 20 Monaten im Jahr 2000 abschließen.
Von 2000 bis 2009 forschte Krüger an der University of Cambridge und lehrte am dortigen Churchill College. Im Juli 2009 folgte er einem Ruf an die University of Bath (Großbritannien) als Senior Lecturer (Hochschullehrer). Hier verblieb er jedoch nur bis April 2010, als er eine Heisenberg-Professur der DFG erhielt und den Lehrstuhl für Verhaltensforschung an der Universität Bielefeld übernahm.
Gemeinsam mit Kolleginnen und Kollegen rief er hier den Sonderforschungsbereich SFB TRR 212 (NC³) ins Leben, einen Zusammenschluss Forschender aus den Bereichen Evolution, Verhaltensbiologie, theoretischer Biologie und Philosophie an den Universitäten Bielefeld und Münster zur Erforschung von individueller Nutzung und Gestaltung von ökologischen Nischen. Krüger steht diesem Verbund seit seiner Schaffung 2018 als Sprecher vor. Im Jahr 2020 wurde er in das Expertengremium zum Schutz der Robben der Vereinten Nationen (IUCN) aufgenommen und 2021 wurde der SFB TRR 212 bis 2025 verlängert. Das gemeinsame Joint Institute for Individualisation in a Changing Environment (JICE) wurde auf Initiative Krügers 2021 von den Universitäten Bielefeld und Münster gegründet.
Die Weltkonferenz für Verhaltensforschung (Behaviour 2023) fand auf Initiative Krügers im August 2023 in Bielefeld statt.

## Themenschwerpunkte
Im Mittelpunkt von Krügers Forschung steht die Rolle von Verhalten für die tierische Fitness und somit die Evolution. Hierbei legt er besonderes Augenmerk auf die Entstehung von Lebenslaufstrategien, individuellem Verhalten und Persönlichkeit sowie Auswirkungen dieser Faktoren auf Populationsdynamik. Außerdem erforscht er die Koevolution von Brutparasiten und ihren Wirten sowie die genetischen und physiologischen Grundlagen von Verhalten und Fitness.
Sein langjährigstes Forschungssystem ist eine Population von Bussarden und Habichten im Teutoburger Wald. Krügers Ansatz ist jedoch vielfältig und beinhaltet auch Galápagos-Seelöwen, Kuckucke und Zebrafinken.

## Preise und Auszeichnungen
- 1994 Bundessieger Jugend forscht[7] und 1. Preis beim European Union Contest for Young Scientists
- 2001 Leopoldina-Preis[8] für junge Wissenschaftler der deutschen Akademie der Naturforscher, Leopoldina
- 2004 „Outstanding Young Investigator Award“ der Association for the Study of Animal Behaviour (ASAB)[9]
- 2007 Walther-Arndt-Preis der Deutschen Zoologischen Gesellschaft
- 2007 Hans-Löhrl-Preis[10] der Deutschen Ornithologen-Gesellschaft
- 2008 Niko-Tinbergen-Preis[11] der Ethologischen Gesellschaft e.V.[12]
- 2016 Forschungspreis der Nordrhein-Westfälischen Ornithologengesellschaft

2015 wurde in einer von Krüger in Costa Rica, Mittelamerika, gesammelten Insektenprobe eine neue Wespenart entdeckt und ihm zu Ehren Platygaster kruegeri benannt.

## Wichtigste Publikationen
- P. Kappeler, S. Benhaiem, C. Fichtel, L. Fromhage, J. Schneider, S. Kaiser, O. Hoener, M. Jennions, O. Krüger, C. Tuni, A. van Schaik und W. Goymann (2023) Sex roles and sex ratios in animals. Biol. Rev. 98: 462-480. doi:10.1111/brv.12915
- J. F. L. Schwarz, E. J. DeRango, F. Zenth, S. Kalberer, J. I. Hoffman, S. Mews, P. Piedrahita, F. Trillmich, D. Páez-Rosas, A. Thiboult und O. Krüger (2022) A stable foraging polymorphism buffers Galápagos sea lions against environmental change. Curr. Biol. 32: 1623-1628. doi:10.1016/j.cub.2022.02.007
- A. Gonzalez-Voyer, G. Thomas, A. Liker, O. Krüger, J. Komdeur und T. Szekely (2022) Sex roles in birds: phylogenetic analyses of ecology, life histories and social environment. Ecol. Lett. 25: 647-660. doi:10.1111/ele.13938
- J. F. L. Schwarz, S. Mews, E. J. DeRango, R. Langrock, P. Piedrahita, D. Páez-Rosas, und O. Krüger (2021) Individuality counts: A new comprehensive approach to foraging strategies of a tropical marine predator. Oecologia 195: 313-325. doi.org/10.1007/s00442-021-04850-w
- M. A. Stoffel, E. Humble, A. J. Paijmans, K. Acevedo-Whitehouse, B. L. Chilvers, B. Dickerson, F. Galimberti, N. Gemmell, S. D. Goldsworthy, H. J.  Nichols, O. Krüger, S. Negro, A. Osborne, T. Pastor, B. C. Robertson, S. Sanvito, J. Schultz, A. B. A. Shafer, J. B. W. Wolf und J. I. Hoffman (2018) Demographic histories and genetic diversity across pinnipeds are shaped by anthropogenic interactions and mediated by ecology and life-history. Nature Comms. 9: 4836. doi:10.1038/s41467-018-06695-z
- L. J. Eberhart-Phillips, C. Küpper, M. C. Carmona-Isunza, O. Vincze, S. Zefania, M. Cruz-Lopez, A. Kosztolanyi, T. E. X. Miller, Z. Barta, I. C. Cuthill, T. Burke, T., Szekely, J. I. Hoffman und O. Krüger (2018) Demographic causes of adult sex ratio variation and their consequences for parental cooperation. Nature Comms. 9: 1651. doi:10.1038/s41467-018-03833-5
- L. J. Eberhart-Phillips, C. Küpper, T. E. X. Miller, M. Cruz-Lopez, K. Maher, N. dos Remedios, M. A. Stoffel, J. I. Hoffman, O. Krüger und T. Szekely (2017) Sex-specific early survival drives adult sex ratio bias in snowy plovers and impacts mating system and population growth. Proc. Natl. Acad. Sci. USA 114: E5474-E5481.
- A. K. Mueller, N. Chakarov, H. Heseker und O. Krüger (2016) Intraguild predation leads to cascading effects on habitat choice, behaviour and reproductive performance. J. Anim. Ecol. 85: 774-784. doi:10.1111/1365-2656.12493
- N. Chakarov, R. M. Jonker, M. Boerner, J. I. Hoffman und O. Krüger (2013) Variation at phenological candidate genes correlates with timing of dispersal and plumage morph in a sedentary bird of prey. Mol. Ecol. 22: 5430-5440. doi:10.1111/mec.12493
- O. Krüger (2011) Brood parasitism selects for no defence in a cuckoo host. Proc. R. Soc. Lond. B 278: 2777-2783. doi:10.1098/rspb.2010.2629
- N. Chakarov, M. Boerner und O. Krüger (2008) Fitness in common buzzards at the cross-point of opposite melanin-parasite interactions. Funct. Ecol. 22: 1062-1069. doi:10.1111/j.1365-2435.2008.01460.x
- O. Krüger (2007) Cuckoos, cowbirds and hosts: adaptations, trade-offs and constraints. Phil. Trans. R. Soc. Lond. B 362: 1873–1886. PMC 2442387 (freier Volltext).
- D. D. P. Johnson und O. Krüger (2004) The good of wrath: supernatural punishment and the evolution of cooperation. Polit. Theol. 5: 157-173.
- O. Krüger und N. B. Davies (2002) The evolution of cuckoo parasitism: a comparative analysis. Proc. R. Soc. Lond. B 269: 375-381. PMC 1690908 (freier Volltext)
- O. Krüger und J. Lindström und W. Amos (2001) Maladaptive mate choice maintained by heterozygote advantage. Evolution 55: 1207-1214. doi:10.1111/j.0014-3820.2001.tb00640.x
- O. Krüger und J. Lindström (2001) Habitat heterogeneity affects population growth in goshawk Accipiter gentilis. J. Anim. Ecol. 70: 173-181. doi:10.1111/j.1365-2656.2001.00481.x